# Irán en la Copa Mundial de Fútbol de 2022
La selección de Irán fue uno de los treinta y dos equipos participantes en la Copa Mundial de Fútbol de 2022, torneo que se llevó a cabo del 20 de noviembre al 18 de diciembre en Catar.
Fue la sexta participación de Irán. Formó parte del Grupo B, junto a Inglaterra, Estados Unidos y Gales.

## Clasificación
La selección de Irán inició su camino al mundial desde la segunda ronda de la clasificación asiática. Debido a la pandemia de covid-19, en 2020 no se disputó ningún partido. Se reanudó en junio de 2021 con los encuentros restantes de la segunda ronda, disputándose en sedes centralizadas en las ciudades de Arad, Riffa y Madinat 'Isa, en Baréin.

### Tabla de posiciones

#### Segunda ronda
| Selección | Pts. | PJ | PG | PE | PP | GF | GC | Dif |
| --------- | ---- | -- | -- | -- | -- | -- | -- | --- |
| Irán      | 18   | 8  | 6  | 0  | 2  | 34 | 4  | 30  |
| Irak      | 17   | 8  | 5  | 2  | 1  | 14 | 4  | 10  |
| Baréin    | 15   | 8  | 4  | 3  | 1  | 15 | 4  | 11  |
| Hong Kong | 5    | 8  | 1  | 2  | 5  | 4  | 13 | −9  |
| Camboya   | 1    | 8  | 0  | 1  | 7  | 2  | 44 | −42 |

|  | Clasificados a la tercera ronda. |

#### Tercera ronda
| Selección              | Pts. | PJ | PG | PE | PP | GF | GC | Dif |
| ---------------------- | ---- | -- | -- | -- | -- | -- | -- | --- |
| Irán                   | 25   | 10 | 8  | 1  | 1  | 15 | 4  | 11  |
| Corea del Sur          | 23   | 10 | 7  | 2  | 1  | 13 | 3  | 10  |
| Emiratos Árabes Unidos | 12   | 10 | 3  | 3  | 4  | 7  | 7  | 0   |
| Irak                   | 9    | 10 | 1  | 6  | 3  | 5  | 12 | –6  |
| Siria                  | 6    | 10 | 1  | 3  | 6  | 9  | 16 | –7  |
| Líbano                 | 6    | 10 | 1  | 3  | 6  | 5  | 13 | –8  |

|  | Clasificados a la Copa Mundial de Fútbol de 2022. |
|  | Clasificado a la cuarta ronda.                    |

### Partidos
| Fecha                    | Lugar        | Jornada                  | Local                  | Resultado  | Visitante              |
| ------------------------ | ------------ | ------------------------ | ---------------------- | ---------- | ---------------------- |
| 10 de septiembre de 2019 | Wan Chai     | Segunda ronda - Fecha 2  | Hong Kong              | 0:2 (0:1)  | Irán                   |
| 10 de octubre de 2019    | Teherán      | Segunda ronda - Fecha 3  | Irán                   | 14:0 (7:0) | Camboya                |
| 15 de octubre de 2019    | Riffa        | Segunda ronda - Fecha 4  | Baréin                 | 1:0 (0:0)  | Irán                   |
| 14 de noviembre de 2019  | Amán         | Segunda ronda - Fecha 5  | Irak                   | 2:1 (1:1)  | Irán                   |
| 3 de junio de 2021       | Arad         | Segunda ronda - Fecha 7  | Irán                   | 3:1 (1:0)  | Hong Kong              |
| 7 de junio de 2021       | Riffa        | Segunda ronda - Fecha 8  | Irán                   | 3:0 (0:0)  | Baréin                 |
| 11 de junio de 2021      | Madinat 'Isa | Segunda ronda - Fecha 9  | Camboya                | 0:10 (0:4) | Irán                   |
| 15 de junio de 2021      | Madinat 'Isa | Segunda ronda - Fecha 10 | Irán                   | 1:0 (1:0)  | Irak                   |
| 2 de septiembre de 2021  | Teherán      | Tercera ronda - Fecha 1  | Irán                   | 1:0 (0:0)  | Siria                  |
| 7 de septiembre de 2021  | Doha         | Tercera ronda - Fecha 2  | Irak                   | 0:3 (0:1)  | Irán                   |
| 7 de octubre de 2021     | Dubái        | Tercera ronda - Fecha 3  | Emiratos Árabes Unidos | 0:1 (0:0)  | Irán                   |
| 12 de octubre de 2021    | Teherán      | Tercera ronda - Fecha 4  | Irán                   | 1:1 (0:0)  | Corea del Sur          |
| 11 de noviembre de 2021  | Sidón        | Tercera ronda - Fecha 5  | Líbano                 | 1:2 (1:0)  | Irán                   |
| 16 de noviembre de 2021  | Amán         | Tercera ronda - Fecha 6  | Siria                  | 0:3 (0:2)  | Irán                   |
| 27 de enero de 2022      | Teherán      | Tercera ronda - Fecha 7  | Irán                   | 1:0 (0:0)  | Irak                   |
| 1 de febrero de 2022     | Teherán      | Tercera ronda - Fecha 8  | Irán                   | 1:0 (1:0)  | Emiratos Árabes Unidos |
| 24 de marzo de 2022      | Seúl         | Tercera ronda - Fecha 9  | Corea del Sur          | 2:0 (1:0)  | Irán                   |
| 29 de marzo de 2022      | Mashhad      | Tercera ronda - Fecha 10 | Irán                   | 2:0 (1:0)  | Líbano                 |

## Preparación

### Amistosos previos
| 12 de junio de 2022 | Irán            | 1:2 (0:1) | Argelia                             | Estadio Jassim bin Hamad, Doha                                |                                                               |
| 21:00 (UTC+3)       | Jahanbakhsh 64' | Reporte   | - Benayad 43' - El Amine Amoura 82' | Asistencia: 200 espectadores Árbitro(s): Mohammed Al-Shammari | Asistencia: 200 espectadores Árbitro(s): Mohammed Al-Shammari |

| 23 de septiembre de 2022 | Irán       | 1:0 (0:0) | Uruguay | NV Arena, Sankt Pölten     |                            |
| 18:00 (UTC+2)            | Taremi 79' | Reporte   |         | Árbitro(s): Walter Altmann | Árbitro(s): Walter Altmann |

| 27 de septiembre de 2022 | Irán                    | 1:1 (0:0) | Senegal    | Motion-Invest Arena, Maria Enzersdorf |                            |
| 16:00 (UTC+2)            | Pouraliganji 55' (a.g.) | Reporte   | Azmoun 64' | Árbitro(s): Harald Lechner            | Árbitro(s): Harald Lechner |

| 10 de noviembre de 2022 | Irán       | 1:0 (1:0) | Nicaragua | Estadio Azadi, Teherán        |                               |
| 19:30 (UTC+3:30)        | Torabi 15' | Reporte   |           | Árbitro(s): Sadullo Gulmurodi | Árbitro(s): Sadullo Gulmurodi |

## Plantel

### Lista de convocados
Entrenador:  Carlos Queiroz
La lista final con 25 jugadores fue anunciada el 13 de noviembre de 2022.
| No. | Pos. | Jugador                | Fecha de nacimiento (edad)         | Apa. | Goles | Club                       |
| --- | ---- | ---------------------- | ---------------------------------- | ---- | ----- | -------------------------- |
| 1   | POR  | Alireza Beiranvand     | 21 de septiembre de 1992 (30 años) | 52   | 0     | Persépolis F. C.           |
| 2   | DEF  | Sadegh Moharrami       | 1 de marzo de 1996 (26 años)       | 21   | 0     | G. N. K. Dinamo Zagreb     |
| 3   | DEF  | Ehsan Hajsafi          | 25 de febrero de 1990 (32 años)    | 121  | 7     | A. E. K.                   |
| 4   | DEF  | Shojae Khalilzadeh     | 14 de mayo de 1989 (33 años)       | 25   | 1     | Al Ahli S. C.              |
| 5   | DEF  | Milad Mohammadi        | 29 de septiembre de 1993 (29 años) | 45   | 1     | A. E. K.                   |
| 6   | MED  | Saeid Ezatolahi        | 1 de octubre de 1996 (26 años)     | 47   | 1     | Vejle Boldklub             |
| 7   | MED  | Alireza Jahanbakhsh    | 11 de agosto de 1993 (29 años)     | 64   | 13    | Feyenoord de Róterdam      |
| 8   | DEF  | Morteza Pouraliganji   | 19 de abril de 1992 (30 años)      | 46   | 3     | Persépolis F. C.           |
| 9   | DEL  | Mehdi Taremi           | 18 de julio de 1992 (30 años)      | 60   | 28    | F. C. Porto                |
| 10  | DEL  | Karim Ansarifard       | 3 de abril de 1990 (32 años)       | 94   | 29    | A. C. Omonia Nicosia       |
| 11  | MED  | Vahid Amiri            | 2 de abril de 1988 (34 años)       | 68   | 2     | Persépolis F. C.           |
| 12  | POR  | Payam Niazmand         | 6 de abril de 1995 (27 años)       | 1    | 0     | Sepahan S. C.              |
| 13  | DEF  | Hossein Kanaanizadegan | 23 de marzo de 1994 (28 años)      | 35   | 2     | Al Ahli S. C.              |
| 14  | MED  | Saman Ghoddos          | 6 de septiembre de 1993 (29 años)  | 33   | 2     | Brentford F. C.            |
| 15  | DEF  | Rouzbeh Cheshmi        | 24 de julio de 1993 (29 años)      | 19   | 1     | Esteghlal Tehran F. C.     |
| 16  | MED  | Mehdi Torabi           | 10 de septiembre de 1994 (28 años) | 36   | 6     | Persépolis F. C.           |
| 17  | MED  | Ali Gholizadeh         | 10 de marzo de 1996 (26 años)      | 26   | 6     | Royal Charleroi S. C.      |
| 18  | MED  | Ali Karimi             | 11 de febrero de 1994 (28 años)    | 13   | 0     | Kayserispor                |
| 19  | DEF  | Majid Hosseini         | 20 de junio de 1996 (26 años)      | 18   | 0     | Kayserispor                |
| 20  | DEL  | Sardar Azmoun          | 1 de enero de 1995 (27 años)       | 65   | 41    | Bayer 04 Leverkusen        |
| 21  | MED  | Ahmad Nourollahi       | 1 de febrero de 1993 (29 años)     | 26   | 3     | Shabab Al-Ahli Dubai F. C. |
| 22  | POR  | Amir Abedzadeh         | 26 de abril de 1993 (29 años)      | 11   | 0     | S. D. Ponferradina         |
| 23  | DEF  | Ramin Rezaeian         | 21 de marzo de 1990 (32 años)      | 46   | 2     | Sepahan S. C.              |
| 24  | POR  | Hossein Hosseini       | 30 de junio de 1992 (30 años)      | 6    | 0     | Esteghlal Tehran F. C.     |
| 25  | DEF  | Abolfazl Jalali        | 26 de junio de 1998 (24 años)      | 3    | 0     | Esteghlal Tehran F. C.     |

## Participación
- Los horarios son correspondientes a la hora local de Catar (UTC+3).

### Partidos
| Fecha           | Lugar | Instancia      | Local      |                       | Resultado |                           | Visitante      |
| --------------- | ----- | -------------- | ---------- | --------------------- | --------- | ------------------------- | -------------- |
| 21 de noviembre | Rayán | Fase de grupos | Inglaterra | Bandera de Inglaterra | 6:2 (3:0) | Bandera de Irán           | Irán           |
| 25 de noviembre | Rayán | Fase de grupos | Gales      | Bandera de Gales      | 0:2 (0:0) | Bandera de Irán           | Irán           |
| 29 de noviembre | Doha  | Fase de grupos | Irán       | Bandera de Irán       | 0:1 (0:1) | Bandera de Estados Unidos | Estados Unidos |

### Fase de grupos - Grupo B
| Selección      | Pts | PJ | PG | PE | PP | GF | GC | Dif |
| -------------- | --- | -- | -- | -- | -- | -- | -- | --- |
| Inglaterra     | 7   | 3  | 2  | 1  | 0  | 9  | 2  | +7  |
| Estados Unidos | 5   | 3  | 1  | 2  | 0  | 2  | 1  | +1  |
| Irán           | 3   | 3  | 1  | 0  | 2  | 4  | 7  | –3  |
| Gales          | 1   | 3  | 0  | 1  | 2  | 1  | 6  | –5  |

|  | Clasificados a los octavos de final. |

#### Inglaterra vs. Irán
| 21 de noviembre | Inglaterra                                                                      | 6:2 (3:0) | Irán                      | Estadio Internacional Khalifa, Rayán                                           |                                                                                |
| 16:00           | - Bellingham 35' - Saka 43', 62' - Sterling 45+1' - Rashford 71' - Grealish 89' | Reporte   | Taremi 65', 90+13' (pen.) | Asistencia: 45 334 espectadores Árbitro(s): Raphael Claus VAR: Leodán González | Asistencia: 45 334 espectadores Árbitro(s): Raphael Claus VAR: Leodán González |

| 1          | Guardameta     | Jordan Pickford  |     |
| 3          | Defensa        | Luke Shaw        |     |
| 6          | Defensa        | Harry Maguire    | 70' |
| 5          | Defensa        | John Stones      |     |
| 12         | Defensa        | Kieran Trippier  |     |
| 4          | Centrocampista | Declan Rice      |     |
| 22         | Centrocampista | Jude Bellingham  |     |
| 10         | Centrocampista | Raheem Sterling  | 71' |
| 19         | Centrocampista | Mason Mount      | 71' |
| 17         | Centrocampista | Bukayo Saka      | 70' |
| 9          | Delantero      | Harry Kane       | 76' |
| Entrenador | Entrenador     | Gareth Southgate |     |

| 1          | Guardameta     | Alireza Beiranvand   | 15' |
| 5          | Defensa        | Milad Mohammadi      | 63' |
| 19         | Defensa        | Majid Hosseini       |     |
| 15         | Defensa        | Rouzbeh Cheshmi      | 46' |
| 2          | Defensa        | Sadegh Moharrami     |     |
| 18         | Centrocampista | Ali Karimi           | 46' |
| 3          | Centrocampista | Ehsan Hajsafi        |     |
| 21         | Centrocampista | Ahmad Nourollahi     | 77' |
| 8          | Delantero      | Morteza Pouraliganji |     |
| 9          | Delantero      | Mehdi Taremi         |     |
| 7          | Delantero      | Alireza Jahanbakhsh  | 46' |
| Entrenador | Entrenador     | Carlos Queiroz       |     |

| 15 | Defensa        | Eric Dier       | 70' |
| 11 | Delantero      | Marcus Rashford | 70' |
| 7  | Delantero      | Jack Grealish   | 71' |
| 20 | Centrocampista | Phil Foden      | 71' |
| 24 | Delantero      | Callum Wilson   | 76' |

| 24 | Guardameta     | Hossein Hosseini       | 15' |
| 6  | Centrocampista | Saeid Ezatolahi        | 46' |
| 13 | Defensa        | Hossein Kanaanizadegan | 46' |
| 17 | Centrocampista | Ali Gholizadeh         | 46' |
| 16 | Centrocampista | Mehdi Torabi           | 63' |
| 20 | Delantero      | Sardar Azmoun          | 77' |

| Anotado | 35'   | Jude Bellingham | 1–0 |
| Anotado | 43'   | Bukayo Saka     | 2–0 |
| Anotado | 45+1' | Raheem Sterling | 3–0 |
| Anotado | 62'   | Bukayo Saka     | 4–0 |
| Anotado | 71'   | Marcus Rashford | 5–1 |
| Anotado | 89'   | Jack Grealish   | 6–1 |

| Anotado         | 65'    | Mehdi Taremi | 4–1 |
| Anotado · Penal | 90+13' | Mehdi Taremi | 6–2 |

| Amonestado | 25' | Alireza Jahanbakhsh  |
| Amonestado | 48' | Morteza Pouraliganji |

| Árbitro             | Raphael Claus         |
| Árbitros asistentes | Rodrigo Figueiredo    |
| Árbitros asistentes | Danilo Manis          |
| Cuarto árbitro      | Kevin Ortega          |
| Quinto árbitro      | Michael Orué          |
| VAR                 | Leodán González       |
| Adicionales VAR     | Julio Bascuñán        |
| Adicionales VAR     | Martín Soppi          |
| Adicionales VAR     | Juan Martínez Munuera |
| Adicionales VAR     | Juan Pablo Belatti    |

| 1          | Guardameta     | Jordan Pickford  |     |
| 3          | Defensa        | Luke Shaw        |     |
| 6          | Defensa        | Harry Maguire    | 70' |
| 5          | Defensa        | John Stones      |     |
| 12         | Defensa        | Kieran Trippier  |     |
| 4          | Centrocampista | Declan Rice      |     |
| 22         | Centrocampista | Jude Bellingham  |     |
| 10         | Centrocampista | Raheem Sterling  | 71' |
| 19         | Centrocampista | Mason Mount      | 71' |
| 17         | Centrocampista | Bukayo Saka      | 70' |
| 9          | Delantero      | Harry Kane       | 76' |
| Entrenador | Entrenador     | Gareth Southgate |     |

| 1          | Guardameta     | Alireza Beiranvand   | 15' |
| 5          | Defensa        | Milad Mohammadi      | 63' |
| 19         | Defensa        | Majid Hosseini       |     |
| 15         | Defensa        | Rouzbeh Cheshmi      | 46' |
| 2          | Defensa        | Sadegh Moharrami     |     |
| 18         | Centrocampista | Ali Karimi           | 46' |
| 3          | Centrocampista | Ehsan Hajsafi        |     |
| 21         | Centrocampista | Ahmad Nourollahi     | 77' |
| 8          | Delantero      | Morteza Pouraliganji |     |
| 9          | Delantero      | Mehdi Taremi         |     |
| 7          | Delantero      | Alireza Jahanbakhsh  | 46' |
| Entrenador | Entrenador     | Carlos Queiroz       |     |

| 15 | Defensa        | Eric Dier       | 70' |
| 11 | Delantero      | Marcus Rashford | 70' |
| 7  | Delantero      | Jack Grealish   | 71' |
| 20 | Centrocampista | Phil Foden      | 71' |
| 24 | Delantero      | Callum Wilson   | 76' |

| 24 | Guardameta     | Hossein Hosseini       | 15' |
| 6  | Centrocampista | Saeid Ezatolahi        | 46' |
| 13 | Defensa        | Hossein Kanaanizadegan | 46' |
| 17 | Centrocampista | Ali Gholizadeh         | 46' |
| 16 | Centrocampista | Mehdi Torabi           | 63' |
| 20 | Delantero      | Sardar Azmoun          | 77' |

| Anotado | 35'   | Jude Bellingham | 1–0 |
| Anotado | 43'   | Bukayo Saka     | 2–0 |
| Anotado | 45+1' | Raheem Sterling | 3–0 |
| Anotado | 62'   | Bukayo Saka     | 4–0 |
| Anotado | 71'   | Marcus Rashford | 5–1 |
| Anotado | 89'   | Jack Grealish   | 6–1 |

| Anotado         | 65'    | Mehdi Taremi | 4–1 |
| Anotado · Penal | 90+13' | Mehdi Taremi | 6–2 |

| Amonestado | 25' | Alireza Jahanbakhsh  |
| Amonestado | 48' | Morteza Pouraliganji |

| Árbitro             | Raphael Claus         |
| Árbitros asistentes | Rodrigo Figueiredo    |
| Árbitros asistentes | Danilo Manis          |
| Cuarto árbitro      | Kevin Ortega          |
| Quinto árbitro      | Michael Orué          |
| VAR                 | Leodán González       |
| Adicionales VAR     | Julio Bascuñán        |
| Adicionales VAR     | Martín Soppi          |
| Adicionales VAR     | Juan Martínez Munuera |
| Adicionales VAR     | Juan Pablo Belatti    |

| \| Estadísticas \| \| \| \| Tiros \| 13 \| 8 \| \| Tiros a puerta \| 7 \| 3 \| \| Faltas \| 9 \| 14 \| \| Saques de esquina \| 8 \| 0 \| \| Penaltis \| 0 \| 1 \| \| Fueras de juego \| 2 \| 2 \| \| Posesión de balón \| 79% \| 21% \| | Alineación inicial    |                 |
| Estadísticas | Bandera de Inglaterra | Bandera de Irán |
| Tiros | 13                    | 8               |
| Tiros a puerta | 7                     | 3               |
| Faltas | 9                     | 14              |
| Saques de esquina | 8                     | 0               |
| Penaltis | 0                     | 1               |
| Fueras de juego | 2                     | 2               |
| Posesión de balón | 79%                   | 21%             |

#### Gales vs. Irán
| 25 de noviembre | Gales | 0:2 (0:0) | Irán                              | Estadio Áhmad bin Ali, Rayán                                                |                                                                             |
| 13:00           |       | Reporte   | - Cheshmi 90+8' - Rezaeian 90+11' | Asistencia: 40 875 espectadores Árbitro(s): Mario Escobar VAR: Drew Fischer | Asistencia: 40 875 espectadores Árbitro(s): Mario Escobar VAR: Drew Fischer |

| 1          | Guardameta     | Wayne Hennessey |     |
| 5          | Defensa        | Chris Mepham    |     |
| 6          | Defensa        | Joe Rodon       |     |
| 4          | Defensa        | Ben Davies      |     |
| 14         | Centrocampista | Connor Roberts  | 57' |
| 10         | Centrocampista | Aaron Ramsey    | 87' |
| 15         | Centrocampista | Ethan Ampadu    | 77' |
| 8          | Centrocampista | Harry Wilson    | 58' |
| 3          | Centrocampista | Neco Williams   |     |
| 11         | Delantero      | Gareth Bale     |     |
| 13         | Delantero      | Kieffer Moore   |     |
| Entrenador | Entrenador     | Rob Page        |     |

| 24         | Guardameta     | Hossein Hosseini     |     |
| 5          | Defensa        | Milad Mohammadi      |     |
| 19         | Defensa        | Majid Hosseini       |     |
| 8          | Defensa        | Morteza Pouraliganji |     |
| 23         | Defensa        | Ramin Rezaeian       |     |
| 17         | Centrocampista | Ali Gholizadeh       | 77' |
| 21         | Centrocampista | Ahmad Nourollahi     | 78' |
| 6          | Centrocampista | Saeid Ezatolahi      | 83' |
| 3          | Centrocampista | Ehsan Hajsafi        | 77' |
| 20         | Delantero      | Sardar Azmoun        | 68' |
| 9          | Delantero      | Mehdi Taremi         |     |
| Entrenador | Entrenador     | Carlos Queiroz       |     |

| 9  | Delantero      | Brennan Johnson | 57' |
| 20 | Delantero      | Daniel James    | 58' |
| 7  | Centrocampista | Joe Allen       | 77' |
| 12 | Guardameta     | Danny Ward      | 87' |

| 10 | Delantero      | Karim Ansarifard    | 68' |
| 7  | Centrocampista | Alireza Jahanbakhsh | 77' |
| 16 | Centrocampista | Mehdi Torabi        | 77' |
| 15 | Defensa        | Rouzbeh Cheshmi     | 78' |
| 18 | Centrocampista | Ali Karimi          | 83' |

| Anotado | 90+8'  | Rouzbeh Cheshmi | 0–1 |
| Anotado | 90+11' | Ramin Rezaeian  | 0–2 |

| Amonestado | 45+3' | Joe Rodon |

| Amonestado | 90+4' | Ramin Rezaeian      |
| Amonestado | 90+5' | Alireza Jahanbakhsh |

| Expulsado | 86' | Wayne Hennessey |

| Árbitro             | Mario Escobar     |
| Árbitros asistentes | Caleb Wales       |
| Árbitros asistentes | Juan Carlos Mora  |
| Cuarto árbitro      | Maguette N'Diaye  |
| Quinto árbitro      | Djibril Camara    |
| VAR                 | Drew Fischer      |
| Adicionales VAR     | Fernando Guerrero |
| Adicionales VAR     | Nicolás Tarán     |
| Adicionales VAR     | Adil Zourak       |
| Adicionales VAR     | Bruno Pires       |

| 1          | Guardameta     | Wayne Hennessey |     |
| 5          | Defensa        | Chris Mepham    |     |
| 6          | Defensa        | Joe Rodon       |     |
| 4          | Defensa        | Ben Davies      |     |
| 14         | Centrocampista | Connor Roberts  | 57' |
| 10         | Centrocampista | Aaron Ramsey    | 87' |
| 15         | Centrocampista | Ethan Ampadu    | 77' |
| 8          | Centrocampista | Harry Wilson    | 58' |
| 3          | Centrocampista | Neco Williams   |     |
| 11         | Delantero      | Gareth Bale     |     |
| 13         | Delantero      | Kieffer Moore   |     |
| Entrenador | Entrenador     | Rob Page        |     |

| 24         | Guardameta     | Hossein Hosseini     |     |
| 5          | Defensa        | Milad Mohammadi      |     |
| 19         | Defensa        | Majid Hosseini       |     |
| 8          | Defensa        | Morteza Pouraliganji |     |
| 23         | Defensa        | Ramin Rezaeian       |     |
| 17         | Centrocampista | Ali Gholizadeh       | 77' |
| 21         | Centrocampista | Ahmad Nourollahi     | 78' |
| 6          | Centrocampista | Saeid Ezatolahi      | 83' |
| 3          | Centrocampista | Ehsan Hajsafi        | 77' |
| 20         | Delantero      | Sardar Azmoun        | 68' |
| 9          | Delantero      | Mehdi Taremi         |     |
| Entrenador | Entrenador     | Carlos Queiroz       |     |

| 9  | Delantero      | Brennan Johnson | 57' |
| 20 | Delantero      | Daniel James    | 58' |
| 7  | Centrocampista | Joe Allen       | 77' |
| 12 | Guardameta     | Danny Ward      | 87' |

| 10 | Delantero      | Karim Ansarifard    | 68' |
| 7  | Centrocampista | Alireza Jahanbakhsh | 77' |
| 16 | Centrocampista | Mehdi Torabi        | 77' |
| 15 | Defensa        | Rouzbeh Cheshmi     | 78' |
| 18 | Centrocampista | Ali Karimi          | 83' |

| Anotado | 90+8'  | Rouzbeh Cheshmi | 0–1 |
| Anotado | 90+11' | Ramin Rezaeian  | 0–2 |

| Amonestado | 45+3' | Joe Rodon |

| Amonestado | 90+4' | Ramin Rezaeian      |
| Amonestado | 90+5' | Alireza Jahanbakhsh |

| Expulsado | 86' | Wayne Hennessey |

| Árbitro             | Mario Escobar     |
| Árbitros asistentes | Caleb Wales       |
| Árbitros asistentes | Juan Carlos Mora  |
| Cuarto árbitro      | Maguette N'Diaye  |
| Quinto árbitro      | Djibril Camara    |
| VAR                 | Drew Fischer      |
| Adicionales VAR     | Fernando Guerrero |
| Adicionales VAR     | Nicolás Tarán     |
| Adicionales VAR     | Adil Zourak       |
| Adicionales VAR     | Bruno Pires       |

| \| Estadísticas \| \| \| \| Tiros \| 10 \| 21 \| \| Tiros a puerta \| 3 \| 6 \| \| Faltas \| 9 \| 10 \| \| Saques de esquina \| 2 \| 7 \| \| Penaltis \| 0 \| 0 \| \| Fueras de juego \| 2 \| 2 \| \| Posesión de balón \| 62% \| 38% \| | Alineación inicial |                 |
| Estadísticas | Bandera de Gales   | Bandera de Irán |
| Tiros | 10                 | 21              |
| Tiros a puerta | 3                  | 6               |
| Faltas | 9                  | 10              |
| Saques de esquina | 2                  | 7               |
| Penaltis | 0                  | 0               |
| Fueras de juego | 2                  | 2               |
| Posesión de balón | 62%                | 38%             |

#### Irán vs. Estados Unidos
| 29 de noviembre | Irán | 0:1 (0:1) | Estados Unidos | Estadio Al Thumama, Doha                                                      |                                                                               |
| 22:00           |      | Reporte   | Pulisic 38'    | Asistencia: 42 127 espectadores Árbitro(s): Mateu Lahoz VAR: Martínez Munuera | Asistencia: 42 127 espectadores Árbitro(s): Mateu Lahoz VAR: Martínez Munuera |

| 1          | Guardameta     | Alireza Beiranvand   |       |
| 23         | Defensa        | Ramin Rezaeian       |       |
| 19         | Defensa        | Majid Hosseini       |       |
| 8          | Defensa        | Morteza Pouraliganji |       |
| 5          | Defensa        | Milad Mohammadi      | 45+3' |
| 21         | Centrocampista | Ahmad Nourollahi     | 71'   |
| 6          | Centrocampista | Saeid Ezatolahi      |       |
| 3          | Centrocampista | Ehsan Hajsafi        | 72'   |
| 17         | Delantero      | Ali Gholizadeh       | 77'   |
| 20         | Delantero      | Sardar Azmoun        | 46'   |
| 9          | Delantero      | Mehdi Taremi         |       |
| Entrenador | Entrenador     | Carlos Queiroz       |       |

| 1          | Guardameta     | Matt Turner            |     |
| 2          | Defensa        | Sergiño Dest           | 82' |
| 20         | Defensa        | Cameron Carter-Vickers |     |
| 13         | Defensa        | Tim Ream               |     |
| 5          | Defensa        | Antonee Robinson       |     |
| 6          | Centrocampista | Yunus Musah            |     |
| 4          | Centrocampista | Tyler Adams            |     |
| 8          | Centrocampista | Weston McKennie        | 65' |
| 21         | Delantero      | Timothy Weah           | 82' |
| 24         | Delantero      | Josh Sargent           | 77' |
| 10         | Delantero      | Christian Pulisic      | 46' |
| Entrenador | Entrenador     | Gregg Berhalter        |     |

| 18 | Centrocampista | Ali Karimi       | 45+3' |
| 14 | Centrocampista | Saman Ghoddos    | 46'   |
| 16 | Centrocampista | Mehdi Torabi     | 71'   |
| 25 | Defensa        | Abolfazl Jalali  | 72'   |
| 10 | Delantero      | Karim Ansarifard | 77'   |

| 11 | Delantero      | Brenden Aaronson | 46' |
| 23 | Centrocampista | Kellyn Acosta    | 65' |
| 19 | Delantero      | Haji Wright      | 77' |
| 18 | Defensa        | Shaquell Moore   | 82' |
| 3  | Defensa        | Walker Zimmerman | 82' |

| Anotado | 38' | Christian Pulisic | 0–1 |

| Amonestado | 77'   | Majid Hosseini         |
| Amonestado | 83'   | Hossein Kanaanizadegan |
| Amonestado | 90+6' | Abolfazl Jalali        |

| Amonestado | 43' | Tyler Adams |

| Árbitro             | Antonio Mateu Lahoz                |
| Árbitros asistentes | Pau Cebrián Devís                  |
| Árbitros asistentes | Roberto Díaz Pérez del Palomar     |
| Cuarto árbitro      | Kevin Ortega                       |
| Quinto árbitro      | Jesús Sánchez                      |
| VAR                 | Juan Martínez Munuera              |
| Adicionales VAR     | Ricardo de Burgos Bengoetxea       |
| Adicionales VAR     | Neuza Back                         |
| Adicionales VAR     | Alejandro José Hernández Hernández |
| Adicionales VAR     | Bruno Pires                        |

| 1          | Guardameta     | Alireza Beiranvand   |       |
| 23         | Defensa        | Ramin Rezaeian       |       |
| 19         | Defensa        | Majid Hosseini       |       |
| 8          | Defensa        | Morteza Pouraliganji |       |
| 5          | Defensa        | Milad Mohammadi      | 45+3' |
| 21         | Centrocampista | Ahmad Nourollahi     | 71'   |
| 6          | Centrocampista | Saeid Ezatolahi      |       |
| 3          | Centrocampista | Ehsan Hajsafi        | 72'   |
| 17         | Delantero      | Ali Gholizadeh       | 77'   |
| 20         | Delantero      | Sardar Azmoun        | 46'   |
| 9          | Delantero      | Mehdi Taremi         |       |
| Entrenador | Entrenador     | Carlos Queiroz       |       |

| 1          | Guardameta     | Matt Turner            |     |
| 2          | Defensa        | Sergiño Dest           | 82' |
| 20         | Defensa        | Cameron Carter-Vickers |     |
| 13         | Defensa        | Tim Ream               |     |
| 5          | Defensa        | Antonee Robinson       |     |
| 6          | Centrocampista | Yunus Musah            |     |
| 4          | Centrocampista | Tyler Adams            |     |
| 8          | Centrocampista | Weston McKennie        | 65' |
| 21         | Delantero      | Timothy Weah           | 82' |
| 24         | Delantero      | Josh Sargent           | 77' |
| 10         | Delantero      | Christian Pulisic      | 46' |
| Entrenador | Entrenador     | Gregg Berhalter        |     |

| 18 | Centrocampista | Ali Karimi       | 45+3' |
| 14 | Centrocampista | Saman Ghoddos    | 46'   |
| 16 | Centrocampista | Mehdi Torabi     | 71'   |
| 25 | Defensa        | Abolfazl Jalali  | 72'   |
| 10 | Delantero      | Karim Ansarifard | 77'   |

| 11 | Delantero      | Brenden Aaronson | 46' |
| 23 | Centrocampista | Kellyn Acosta    | 65' |
| 19 | Delantero      | Haji Wright      | 77' |
| 18 | Defensa        | Shaquell Moore   | 82' |
| 3  | Defensa        | Walker Zimmerman | 82' |

| Anotado | 38' | Christian Pulisic | 0–1 |

| Amonestado | 77'   | Majid Hosseini         |
| Amonestado | 83'   | Hossein Kanaanizadegan |
| Amonestado | 90+6' | Abolfazl Jalali        |

| Amonestado | 43' | Tyler Adams |

| Árbitro             | Antonio Mateu Lahoz                |
| Árbitros asistentes | Pau Cebrián Devís                  |
| Árbitros asistentes | Roberto Díaz Pérez del Palomar     |
| Cuarto árbitro      | Kevin Ortega                       |
| Quinto árbitro      | Jesús Sánchez                      |
| VAR                 | Juan Martínez Munuera              |
| Adicionales VAR     | Ricardo de Burgos Bengoetxea       |
| Adicionales VAR     | Neuza Back                         |
| Adicionales VAR     | Alejandro José Hernández Hernández |
| Adicionales VAR     | Bruno Pires                        |

| \| Estadísticas \| \| \| \| Tiros \| 4 \| 12 \| \| Tiros a puerta \| 1 \| 5 \| \| Faltas \| 14 \| 10 \| \| Saques de esquina \| 1 \| 5 \| \| Penaltis \| 0 \| 0 \| \| Fueras de juego \| 2 \| 1 \| \| Posesión de balón \| 49% \| 51% \| | Alineación inicial |                           |
| Estadísticas | Bandera de Irán    | Bandera de Estados Unidos |
| Tiros | 4                  | 12                        |
| Tiros a puerta | 1                  | 5                         |
| Faltas | 14                 | 10                        |
| Saques de esquina | 1                  | 5                         |
| Penaltis | 0                  | 0                         |
| Fueras de juego | 2                  | 1                         |
| Posesión de balón | 49%                | 51%                       |

## Estadísticas

### Participación de jugadores
| N.° | Pos        | Jugador            | PJ | Minutos jugados | Goles recibidos | Atajos | Tarjetas amarillas | Doble tarjeta amarilla y roja | Tarjetas rojas |
| --- | ---------- | ------------------ | -- | --------------- | --------------- | ------ | ------------------ | ----------------------------- | -------------- |
| 1   | Guardameta | Alireza Beiranvand | 2  | 110             | 1               | 6      | 0                  | 0                             | 0              |
| 12  | Guardameta | Payam Niazmand     | 0  | 0               | 0               | 0      | 0                  | 0                             | 0              |
| 22  | Guardameta | Amir Abedzadeh     | 0  | 0               | 0               | 0      | 0                  | 0                             | 0              |
| 24  | Guardameta | Hossein Hosseini   | 2  | 160             | 6               | 2      | 0                  | 0                             | 0              |

| N.° | Pos            | Jugador                | PJ | Minutos jugados | Goles | Asistencias | Tarjetas Amarillas | Doble tarjeta amarilla y roja | Tarjetas rojas |
| --- | -------------- | ---------------------- | -- | --------------- | ----- | ----------- | ------------------ | ----------------------------- | -------------- |
| 2   | Defensa        | Sadegh Moharrami       | 1  | 90              | 0     | 0           | 0                  | 0                             | 0              |
| 3   | Defensa        | Ehsan Hajsafi          | 3  | 257             | 0     | 0           | 0                  | 0                             | 0              |
| 4   | Defensa        | Shojae Khalilzadeh     | 0  | 0               | 0     | 0           | 0                  | 0                             | 0              |
| 5   | Defensa        | Milad Mohammadi        | 3  | 198             | 0     | 0           | 0                  | 0                             | 0              |
| 6   | Centrocampista | Saeid Ezatolahi        | 3  | 217             | 0     | 0           | 0                  | 0                             | 0              |
| 7   | Centrocampista | Alireza Jahanbakhsh    | 2  | 59              | 0     | 0           | 2                  | 0                             | 0              |
| 8   | Defensa        | Morteza Pouraliganji   | 3  | 270             | 0     | 0           | 1                  | 0                             | 0              |
| 9   | Delantero      | Mehdi Taremi           | 3  | 270             | 2     | 1           | 0                  | 0                             | 0              |
| 10  | Delantero      | Karim Ansarifard       | 2  | 35              | 0     | 0           | 0                  | 0                             | 0              |
| 11  | Centrocampista | Vahid Amiri            | 0  | 0               | 0     | 0           | 0                  | 0                             | 0              |
| 13  | Defensa        | Hossein Kanaanizadegan | 1  | 44              | 0     | 0           | 1                  | 0                             | 0              |
| 14  | Centrocampista | Saman Ghoddos          | 1  | 44              | 0     | 0           | 0                  | 0                             | 0              |
| 15  | Defensa        | Rouzbeh Cheshmi        | 2  | 58              | 1     | 0           | 0                  | 0                             | 0              |
| 16  | Centrocampista | Mehdi Torabi           | 3  | 40              | 0     | 0           | 0                  | 0                             | 0              |
| 17  | Centrocampista | Ali Gholizadeh         | 3  | 198             | 0     | 1           | 0                  | 0                             | 0              |
| 18  | Centrocampista | Ali Karimi             | 3  | 98              | 0     | 0           | 0                  | 0                             | 0              |
| 19  | Defensa        | Majid Hosseini         | 3  | 270             | 0     | 0           | 1                  | 0                             | 0              |
| 20  | Delantero      | Sardar Azmoun          | 3  | 127             | 0     | 0           | 0                  | 0                             | 0              |
| 21  | Centrocampista | Ahmad Nourollahi       | 3  | 245             | 0     | 0           | 0                  | 0                             | 0              |
| 23  | Centrocampista | Ramin Rezaeian         | 2  | 180             | 1     | 0           | 1                  | 0                             | 0              |
| 25  | Defensa        | Abolfazl Jalali        | 1  | 18              | 0     | 0           | 1                  | 0                             | 0              |

### Goleadores
| N.°   | Jugador         | Anotado | PJ | Prom. | Jugada | Cabeza | TL | Penal |
| ----- | --------------- | ------- | -- | ----- | ------ | ------ | -- | ----- |
| 1     | Mehdi Taremi    | 2       | 3  | 0.67  | 1      | 0      | 0  | 1     |
| 2     | Ramin Rezaeian  | 1       | 2  | 0.5   | 1      | 0      | 0  | 0     |
| 3     | Rouzbeh Cheshmi | 1       | 2  | 0.5   | 1      | 0      | 0  | 0     |
| Total | Total           | 4       | 3  | 1.33  | 3      | 0      | 0  | 1     |

### Asistencias
| N.°   | Jugador        | Asistencia | Jugada | Cabeza | TL | SdE |
| ----- | -------------- | ---------- | ------ | ------ | -- | --- |
| 1     | Ali Gholizadeh | 1          | 1      | 0      | 0  | 0   |
| 2     | Mehdi Taremi   | 1          | 1      | 0      | 0  | 0   |
| Total | Total          | 2          | 2      | 0      | 0  | 0   |

### Tarjetas disciplinarias
| N.°   | Jugador                | Amonestado | Otorgado · Expulsado | Expulsado | Sanción                               |
| ----- | ---------------------- | ---------- | -------------------- | --------- | ------------------------------------- |
| 1     | Alireza Jahanbakhsh    | 2          | 0                    | 0         | Un partido (Fase de grupos - Fecha 3) |
| 2     | Morteza Pouraliganji   | 1          | 0                    | 0         |                                       |
| 3     | Ramin Rezaeian         | 1          | 0                    | 0         |                                       |
| 4     | Majid Hosseini         | 1          | 0                    | 0         |                                       |
| 5     | Hossein Kanaanizadegan | 1          | 0                    | 0         |                                       |
| 6     | Abolfazl Jalali        | 1          | 0                    | 0         |                                       |
| Total | Total                  | 7          | 0                    | 0         |                                       |